# Cogema
La Compagnie générale des matières nucléaires — Cogema — est une entreprise française fondée en 1976. Elle succède à la « direction de la production » du commissariat à l'Énergie atomique (CEA). Elle est intégrée filiale dans Topco qui est renommée Areva en juin 2001.

## Histoire
- Cogema
- Comurhex
- Comurhex, Eurodif
- SICN, CERCA, CEA
- Cogema
- Framatome

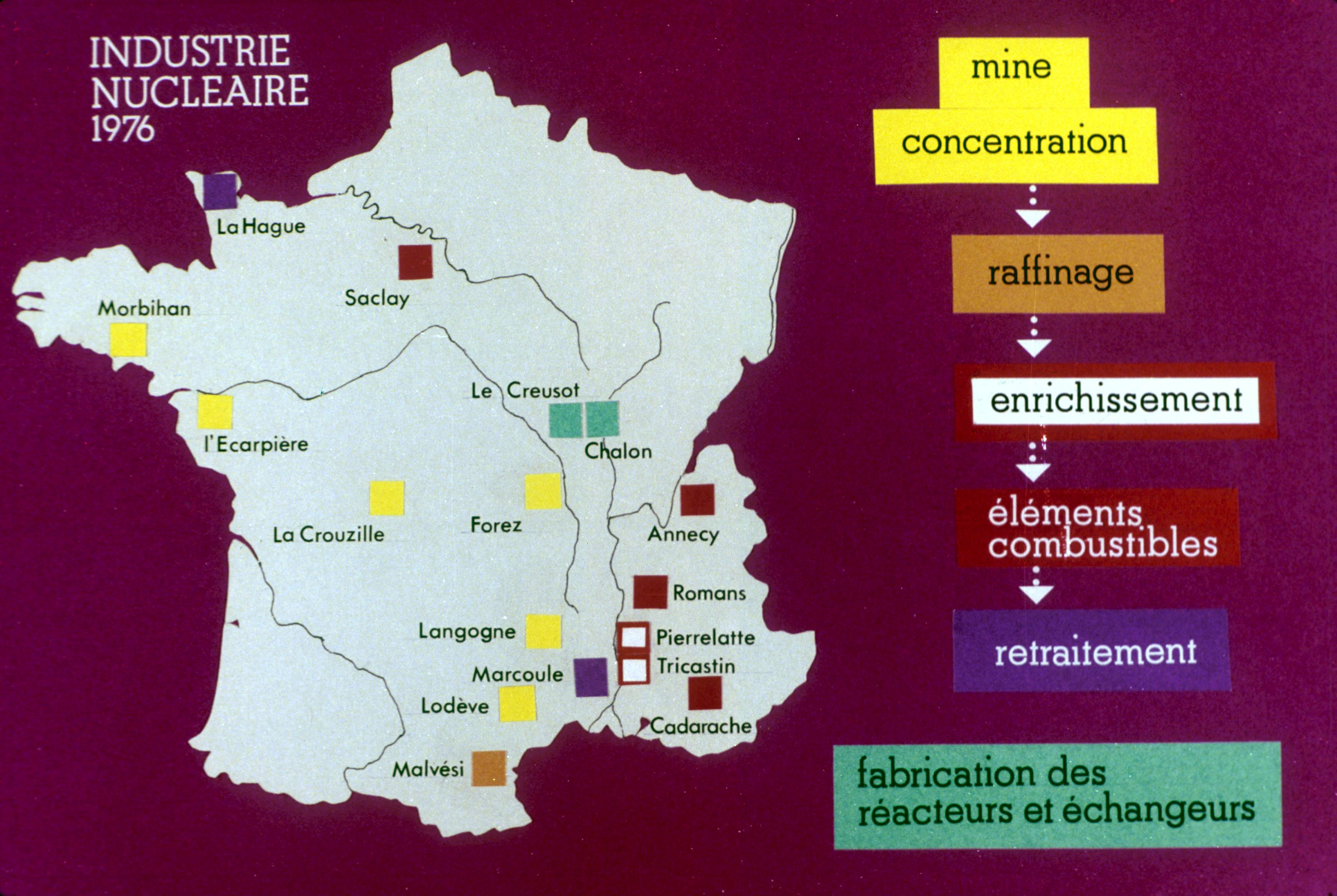
Carte de France de l'industrie nucléaire en 1976 et répartition des cœurs de métier :

En 1976, est créée la Compagnie générale des matières nucléaires (Cogema), avec un capital de 4,7 milliards de francs. Elle succède à la « direction de la production » (DP) du commissariat à l'Énergie atomique (CEA). Elle englobe toutes les activités de production d'uranium du CEA, à savoir l'exploitation de l'uranium en France et en Afrique francophone (Niger, Madagascar, Mali, Sénégal et Gabon). La direction générale en est confiée à Georges Besse et la présidence à André Giraud. Georges Besse en devient président-directeur général en 1978. Michel Pecqueur lui succède en 1982, jusqu'en 1984.
La Cogema récupère également la Sofidif (Société franco–iranienne pour l’enrichissement de l’uranium par diffusion gazeuse), fondée en juillet 1975, en partenariat avec l'Organisation iranienne à l'énergie atomique en vue du développement de la centrale nucléaire de Darkhovin. Le partenariat est suspendu en 1979.
En 1977, la Cogema rachète « Saint-Gobain Nucléaire » (SGN), filiale de Saint-Gobain, avec pour objectif la construction des futures usines de la Hague, et dont la nouvelle raison sociale devient la Société générale pour les techniques nouvelles. En 1979, la Cogema devient le seul actionnaire de la SGN, puis cède peu de temps après 34 % du capital à Technip.
Fin décembre 1987, le successeur de Michel Pecqueur, François de Wissocq, annonce que la Cogema a perdu 259 millions de francs sur le marché à terme international de France (le Matif).
Jean Syrota succède à François de Wissocq à la tête de la Cogema, en 1988. En juin 1989, la Cour des comptes conclut un rapport concernant les pertes sur le Matif selon lequel : « Tous les niveaux hiérarchiques sont responsables : une direction générale lointaine, une direction financière négligente et une tutelle défaillante ». En mars 1991, la Cogema est condamnée aux dépens et doit verser 20 000 francs de dommages-intérêts à la société Buisson, mais le jugement est modifié en juin 1992 en faveur de la Cogema. En 1994, Olivier Brion, le directeur général de Total, est entendu comme « témoin assisté » sur cette affaire.
En 1989, la société Alphatem, filiale commune de la Cogema et de la société Atem est créée. En 1995, les sociétés Atem et Alphatem fusionnent pour donner naissance à la société Assystem. En 1992, Pechiney cède ses parts de la société Comurhex à la Cogema qui détient ainsi l'intégralité de l'entreprise.
Jean Syrota est remplacé en 1999 par Anne Lauvergeon. En mars 1999, une plainte avec constitution de partie civile est déposée contre Cogema par l'association « Sources et rivières du Limousin », pour pollution, mise en danger de la vie d'autrui, abandon et dépôt de déchets concernant tous les sites miniers du Limousin. Le 30 août 2002, la Cogema est mise en examen pour « pollution, abandon et dépôt de déchets ». En octobre 2005, le tribunal correctionnel de Limoges prononce la relaxe de Cogema estimant qu'aucun des délits dont elle est accusée ne peut être relevé à son encontre.
En juin 2001, la Cogema, au sein de CEA Industrie, est intégrée dans le groupe Topco qui est renommé Areva en septembre 2001.
Le nom de Cogema disparait définitivement en 2006, lorsque la filiale est rebaptisée Areva Nuclear Cycle (Areva NC).

### Présidents de la Cogema
| Période   | Nom                 |
| --------- | ------------------- |
| 1976-1978 | André Giraud        |
| 1978-1982 | Georges Besse       |
| 1982-1984 | Michel Pecqueur     |
| 1984-1988 | François de Wissocq |
| 1988-1999 | Jean Syrota         |
| 1999-2006 | Anne Lauvergeon     |